# La gorgona

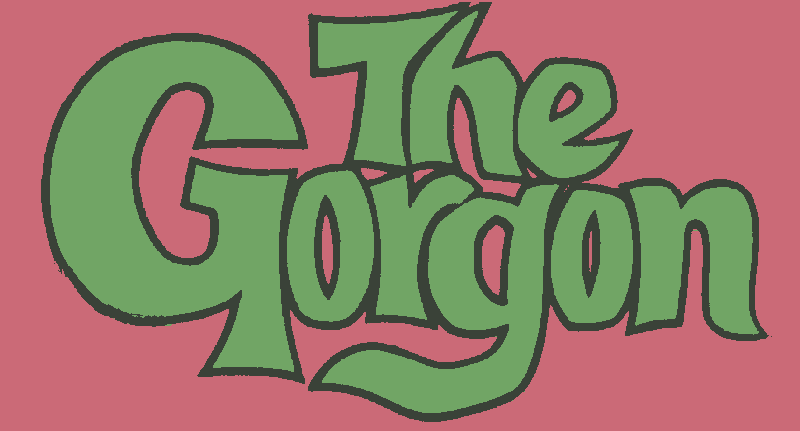
Logotip de la pel·lícula.

La gorgona (The Gorgon en el seu títol original en anglès) és una pel·lícula de l'any 1964 dirigida per Terence Fisher i protagonitzada per Christopher Lee i Peter Cushing.

## Argument
Any 1910, sobre la població de Vandorf s'alça el castell de Borski. Diuen que hi viu un ésser maligne, posseït per l'esperit de la mort. El professor Jules Heitz (Michael Goodliffe) viatja fins allà per a esbrinar la troballa d'uns cadàvers petrificats. Descobreix quelcom sobre el sinistre doctor Namaroff (Peter Cushing), però Heitz és assassinat. Abans de morir, tramet un telegrama al seu fill Paul (Richard Pasco). Aquest i el professor Meister (Christopher Lee) viatjaran de Leipzig a Vandorf. Un cop allà, i relacionats amb la llegenda de les gorgones, descobriran alguns fets extraordinaris.

## Context històric i artístic
Segons la mitologia grega, de la cabellera de les gorgones (Sthénos, Euryálē i Medusa) sorgien serps verinoses que coronaven les testes, i cadascun dels ofidis era com un tentacle infernal. Tenien urpes de bronze, ullals de senglar i ales d'or. Molt poderoses, les gorgones podien petrificar a qui s'atrevís a mirar-les. Amb la reaparició d'aquestes criatures diabòliques i contractat per la productora Hammer Film Productions, Terence Fisher va realitzar una de les seues millors pel·lícules. Dins del tramat s'hi escau una singular transposició de la mitologia, atès que els monstres surten del seu entorn hel·lenístic per a adaptar-se a uns nous àmbits romàntics i gòtics. Al film, les renascudes gorgones (rebatejades ací com a Medusa, Megera i Tisífone) campen ara pels boscs de la Bohèmia eslovaca, contextura ideal per a aplicar el vell argument d'allò estrany i sobrenatural fent acte de presència i subvertint el plàcid ordre establert.
Després de coincidir en les celebrades resurreccions cinematogràfiques del comte Dràcula i del monstre del doctor Frankenstein (La maledicció de Frankenstein, 1957), Terence Fisher va tornar a treballar amb els dos actors més emblemàtics del cinema fantàstic i de terror anglès: Christopher Lee i Peter Cushing. Vorejant la consideració d'obra mestra, aquesta petita gran meravella esdevé absorbent i és assaborida pels coneixedors del gènere. Fisher imprimeix una sorprenent fluïdesa narrativa i planifica de manera imperant algunes sensacionals seqüències. Aquesta vegada, i sense que serveixi de precedent, Lee incorpora un sherlock-holmesià científic de Leipzig, mentre que Cushing caracteritza un impúdic doctor boig, el qual, per exigències del guió, pren protagonisme a les gorgones. Destacable banda sonora de James Bernard i presència espectral de la venerada Barbara Shelley, a qui, onze anys abans, Fisher havia fet debutar en pantalla.

## Frases cèlebres
| « | "Hi ha d'haver alguna explicació possible. Potser en el passat. Algun esdeveniment terrible del qual no es parla. Per a la gent de Vandorf, aquella cosa, qualsevol que sigui, és real. Però és quelcom que mai esmenten. No s'hi atreveixen, tenen por. Volen creure que no va existir, perquè el sol reconeixement de la seua existència augmenta els seus temors." (Michael Goodliffe com al professor Heitz) | » |

## Curiositats
- Prudence Hyman fou gairebé decapitada de veritat: se suposava que s'havia d'ajupir en el moment en què Lee va fer girar l'espasa, però es va oblidar de fer-ho en el moment crític. Sortosament, l'assistent de direcció la va empènyer a temps i tot es va quedar en un ensurt. A continuació, es va repetir l'escena amb una maniquí.[3]
- Segons Christopher Lee: "És una pel·lícula agradable de veure, però tot es va enfonsar perquè l'efecte de les serps al cap de Megera no estava prou ben fet per al clímax del film. No és una pel·lícula memorable, però podria haver estat prodigiosa."[3]
- La perruca amb serps de Prudence Hyman portava cinc cables connectats a una caixa que estava a uns set metres i mig darrere d'ella.[3]
- La gorgona fou comercialitzada com un programa doble amb The Curse of the Mummy's Tomb (Michael Carreras, 1964).[3]
- Tot i que el film no fou censurat per al mercat britànic, alguns plans del cap decapitat de la gorgona foren lleugerament enfosquits per la British Board of Film Classification (Consell Britànic de Classificació de Pel·lícules).[3]
- Michael Goodliffe, pare de Richard Pasco en aquesta pel·lícula, era només 12 anys més grans que Pasco a la vida real.[3]

## Errades del film
- Segons la mitologia grega, Megera és una de les tres fúries i no pas una de les gorgones.[4]
- Durant l'escena culminant al castell (la baralla entre Namaroff i Heitz), Namaroff tracta d'assegurar l'equilibri aferrant-se a un canelobre de ferro, el qual es doblega perquè està fet d'algun material tou.[4]
- El professor Jules Heitz fou petrificat assegut al seu escriptori, però és mostrat estirat al seu taüt quan és descobert pel seu fill.[4]
- La línia del naixement dels cabells del professor Heitz és totalment diferent entre les seues primeres escenes i les posteriors (després que hagi estat gorgonitzat).[4]